# Aaroniella spenceri
Aaroniella spenceri là một loài côn trùng thuộc chi Aaroniella, họ Philotarsidae. Loài này được Thornton mô tả khoa học năm 1981.